# Tenor Ehivet Youeto
Tenor Ehivet Youeto, née le 11 octobre 1994, est une taekwondoïste ivoirienne.

## Carrière
Tenor Ehivet Youeto est médaillée d'argent dans la catégorie des plus de 73 kg aux Championnats d'Afrique de taekwondo 2012 à Antananarivo.